# Buchs (Argovia)
Buchs (toponimo tedesco) è un comune svizzero di 7 908 abitanti del Canton Argovia, nel distretto di Aarau.

## Storia
Il comune di Buchs è stato istituito nel 1810 per scorporo da quello di Suhr.

## Monumenti e luoghi d'interesse
- Chiesa riformata, eretta nel 1949[senza fonte];

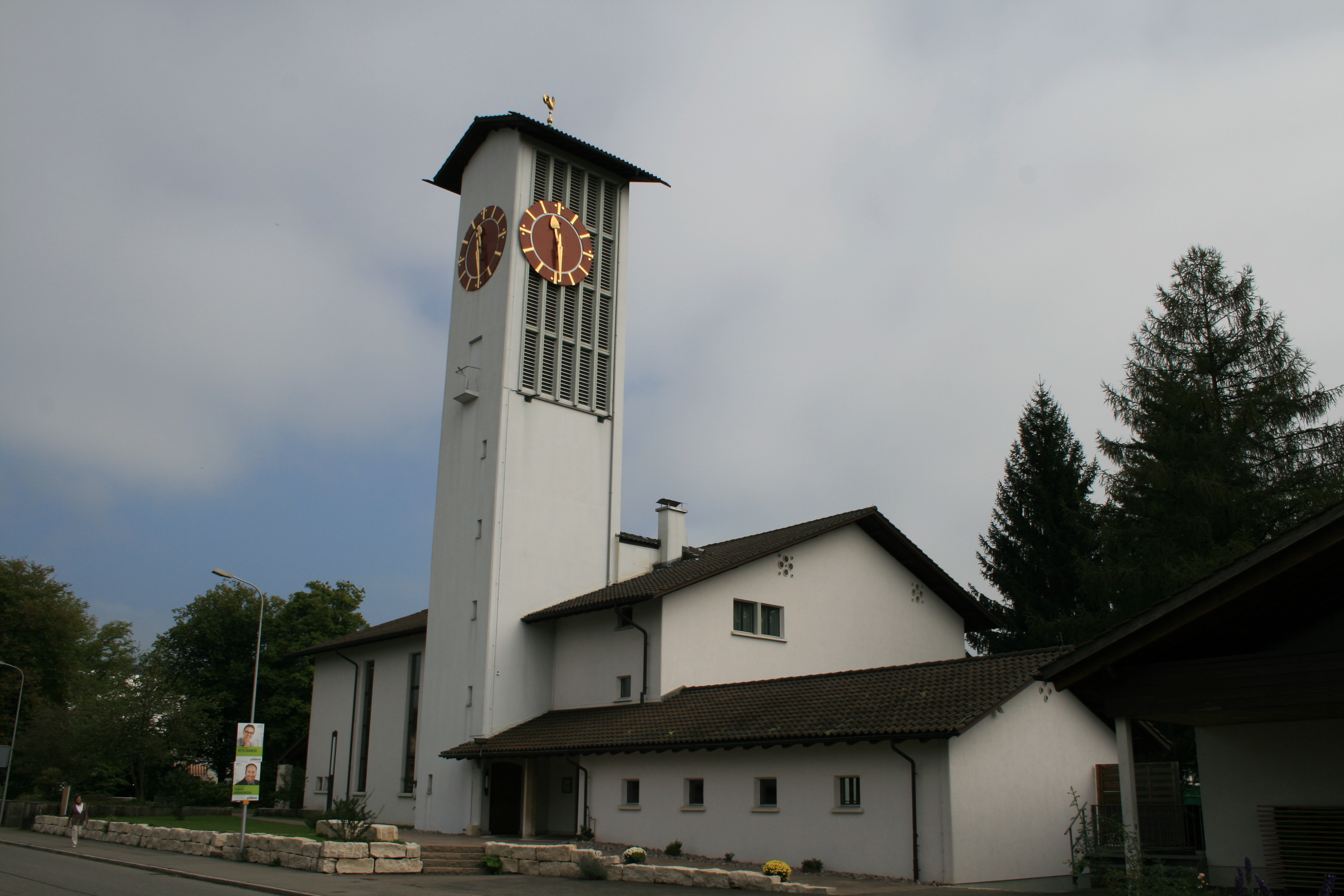
La chiesa riformata

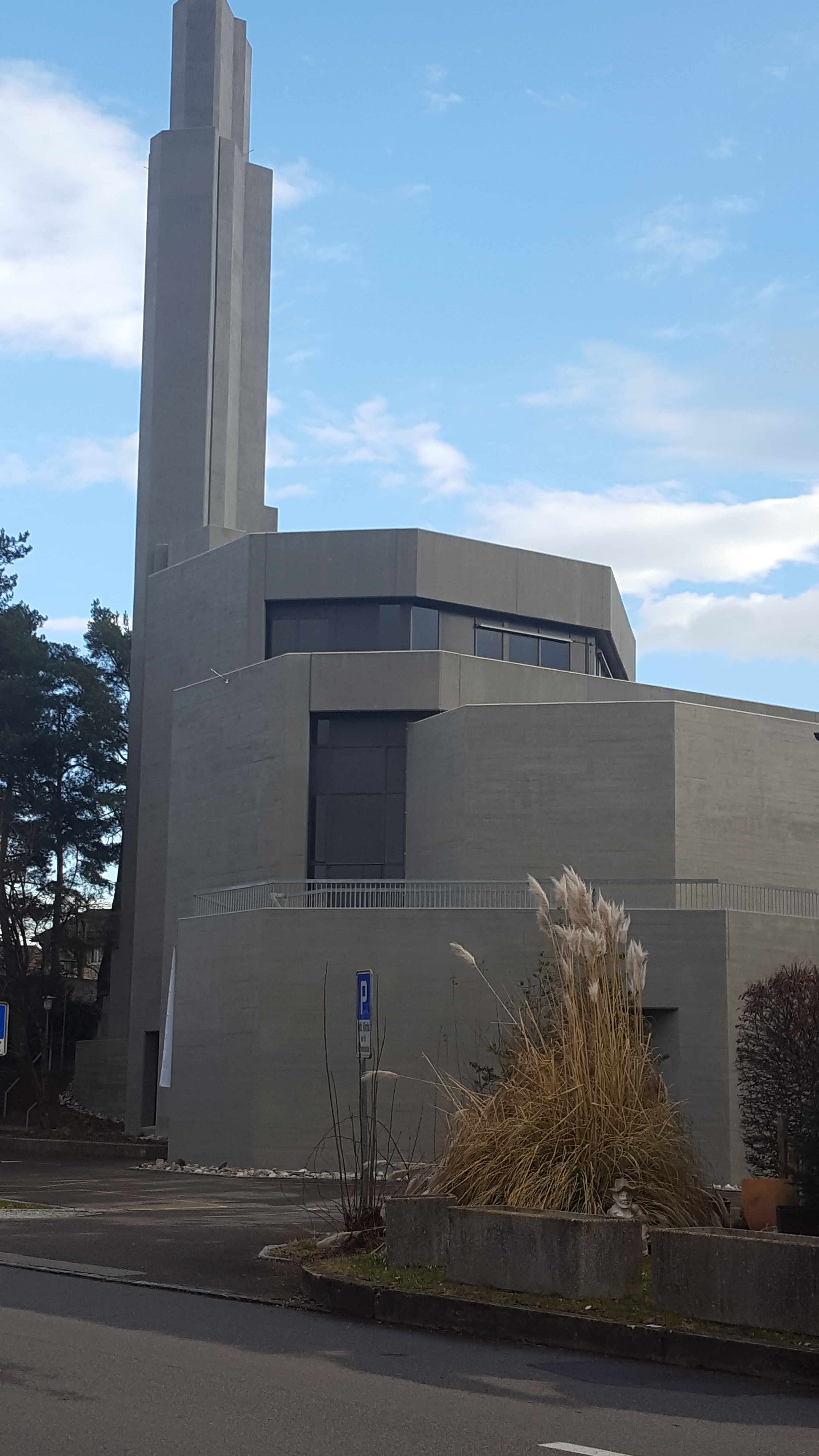
La chiesa cattolica

- Chiesa cattolica di San Giovanni, eretta nel 1965-1967[1].

## Società

### Evoluzione demografica
L'evoluzione demografica è riportata nella seguente tabella:
Abitanti censiti

## Economia
Nel comune si trovano le sedi e gli stabilimenti di due marchi del gruppo Migros: la fabbrica di cioccolata Frey e la principale fornitrice di prodotti estetici della Migros, Mibelle.

## Infrastrutture e trasporti

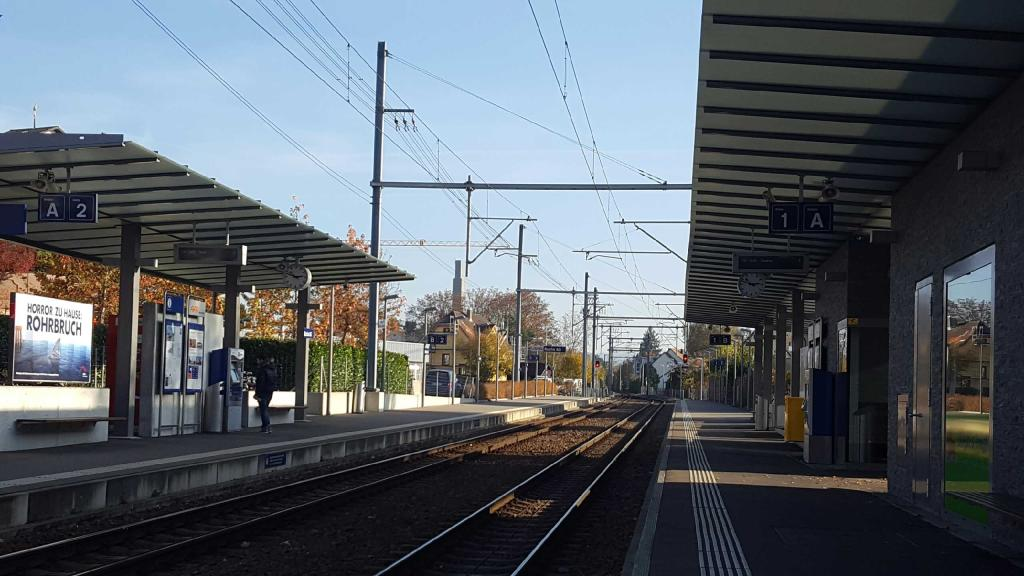
La stazione di Buchs

Buchs è servito dall'omonima stazione sulla Wynental- und Suhrentalbahn (linea S14 della rete celere dell'Argovia).

## Amministrazione
Ogni famiglia originaria del luogo fa parte del cosiddetto comune patriziale e ha la responsabilità della manutenzione di ogni bene ricadente all'interno dei confini del comune.